# Tropen-Gewächshaus Itabashi

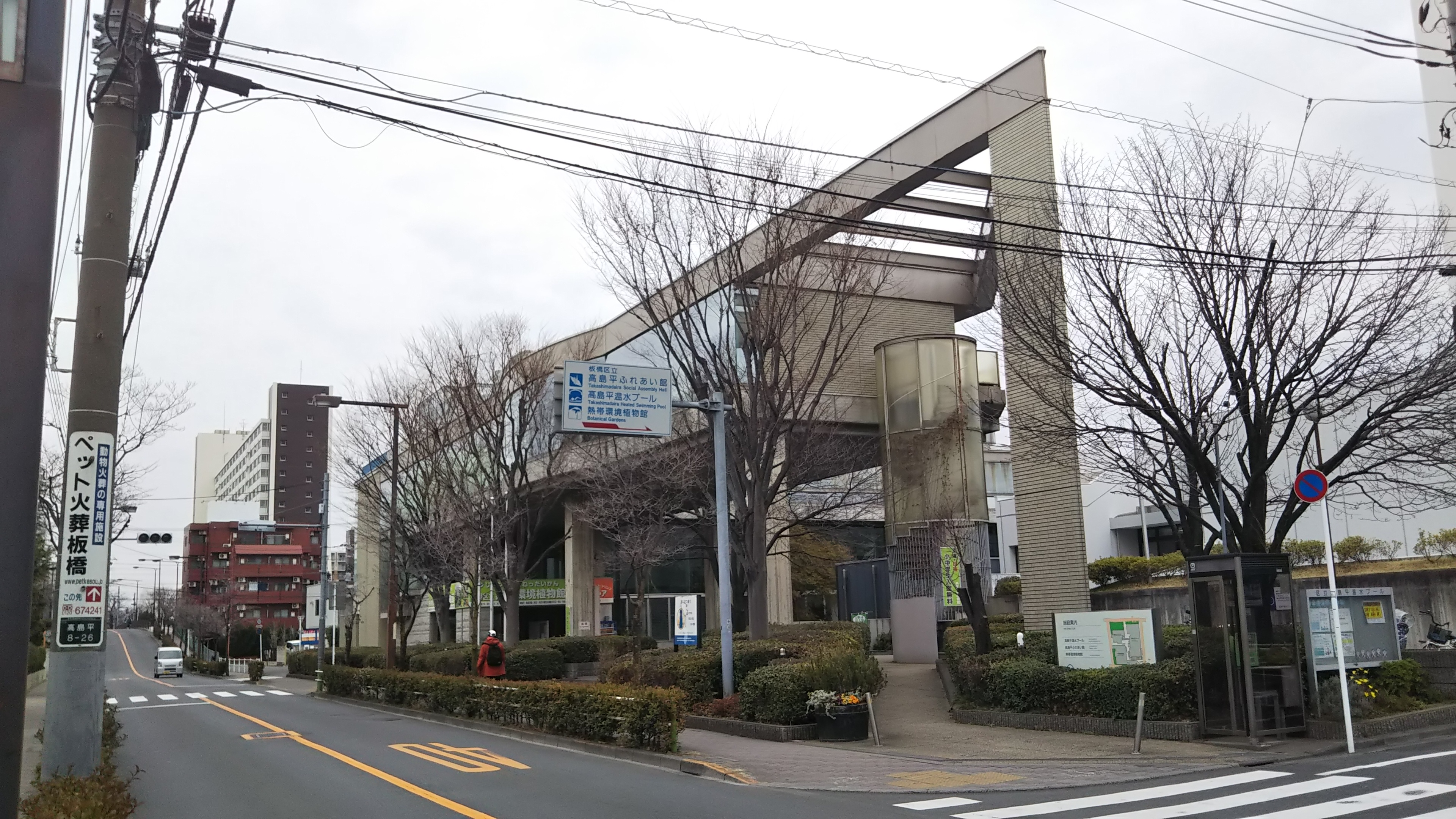
Das Tropen-Gewächshaus Itabashi

Das Tropen-Gewächshaus Itabashi (japanisch 板橋区立熱帯環境植物館 Itabashi kuritsu nettai kankyō shokubutsukan), japanisch kurz Nettaikan (熱帯館), ist eine öffentlich zugängliche Einrichtung des Bezirks Itabashi in Tōkyō, die vom Facility Management der Seibu-Gruppe verwaltet wird, das auch eine Reihe von städtischen Parks verwaltet.

## Übersicht
Das Tropen-Gewächshaus zeigt den tropischen Regenwald über zwei vertikal verbundene Geschosse, hauptsächlich mit schwülen Tropenklima, zu der aber auch die Höhenlage der tropischen Zone in einem entsprechend gekühlten Bereich gehört. Weiter gibt es ein kleines Aquarium, so dass man vom Meer bis in die hohen Berge sich über die Tropen informieren kann. Das Gebäude besitzt eine Gesamtfläche von 3000 m². Für die benötigte Wärme nutzt man die Abwärme der Müllverbrennungsanlage Itabashi, wobei das Gebäude auf niedrigen Energieverbrauch angelegt ist. Das Haus wurde im September 1994 eröffnet.

## Das Gewächshaus

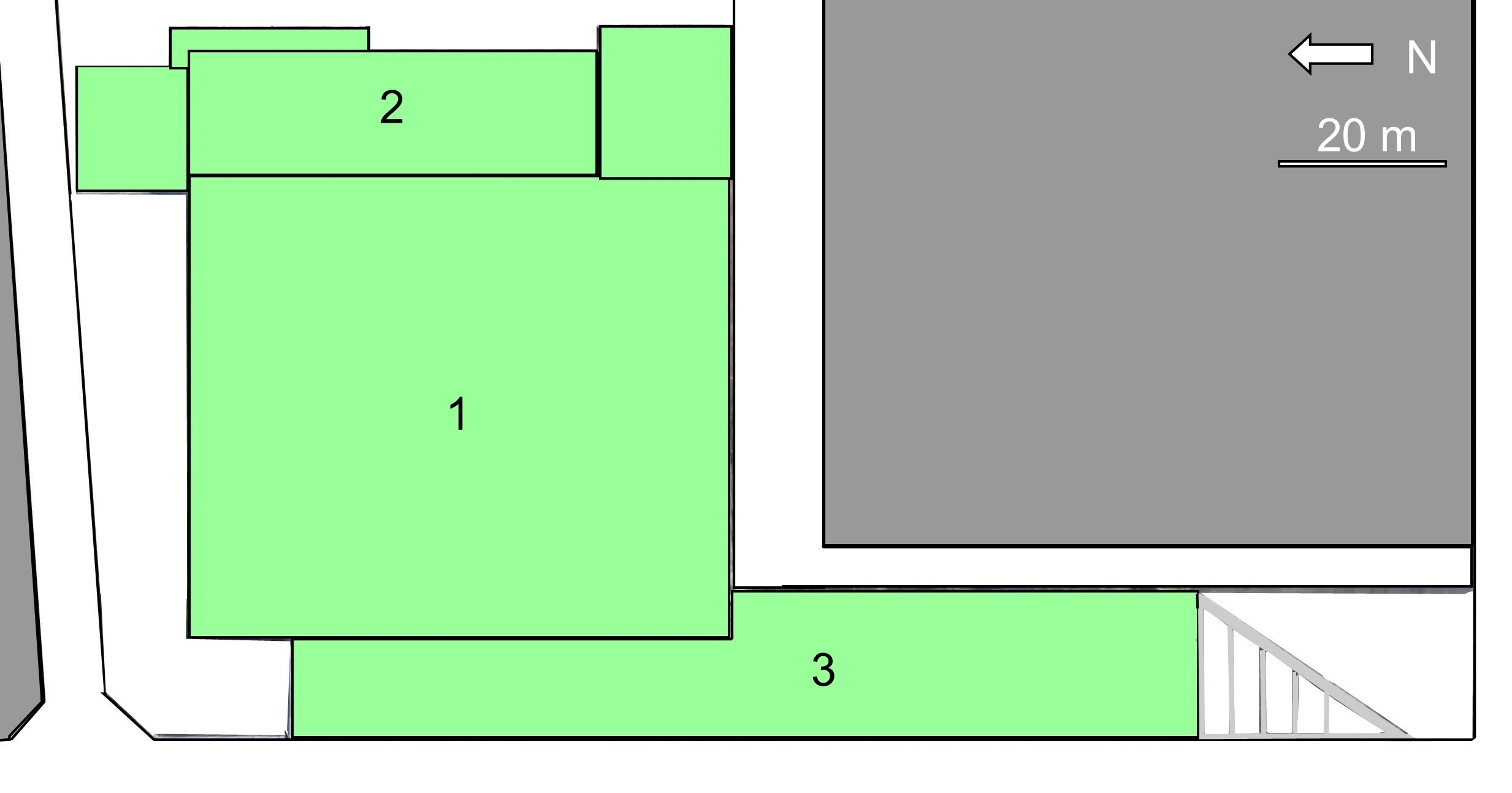
Grundriss

- Das Erdgeschoss (1 im Plan) steht zum größten Teil unter tropischen Klima. Ein kleines Gewässer wird umschlossen von Mangroven und den niedrigen Nipapalmen. Den größeren Teil dahinter nimmt der Bereich für niederes tropisches Gehölz ein. Insgesamt gibt es 2000 Pflanzen in 700 verschiedenen Arten. Weiter gibt es einen Raum für Publikationen und ein kleines Café. Im Erdgeschoss befinden sich auch die Räume der Verwaltung.
- Das Obergeschoss nutzt die ganze Fläche (1) für den Tropenraum, gewährt auch einen Blick in einen Teil des Erdgeschosses. Von Nipapalmen umgeben steht ein mit Gras bedecktes malaiisches Haus, in dem man Samen und Früchte aus aller Welt sehen kann. Die Halle kann man  über eine Brücke überqueren. Hier befindet sich ein abgetrennter nichttropischer Bereich für Gewächse der Höhenlagen (2), der sich im Norden darüber erstreckt. Dort sieht man Hymenanthes (eine Unterart der Rhododendren), Orchideen und eine Art der fleischfressenden Pflanzen, die Nepenthes rafflesiana. Der Halle ist im Obergeschoss auf Stelzen ein langer Raum (3) vorgebaut, der Platz bietet für die ständige Ausstellung und für Sonderausstellungen. In der ständigen Ausstellung wird der tropische Regenwald dargestellt, zusammen mit Hinweisen zu seiner Bedrohung. Weiter werden Insekten aus Südostasien in Schaukästen gezeigt.
- Im Untergeschoss befinden sich ein kleines Aquarium und sonstige Kellerräume. Im Aquarium werden Fische aus Südostasien gehalten, und zwar aus dem Meer, dem Brack- und dem Süßwasser. Insgesamt sind 2500 Fische in 150 Arten zu sehen.

## Bilder

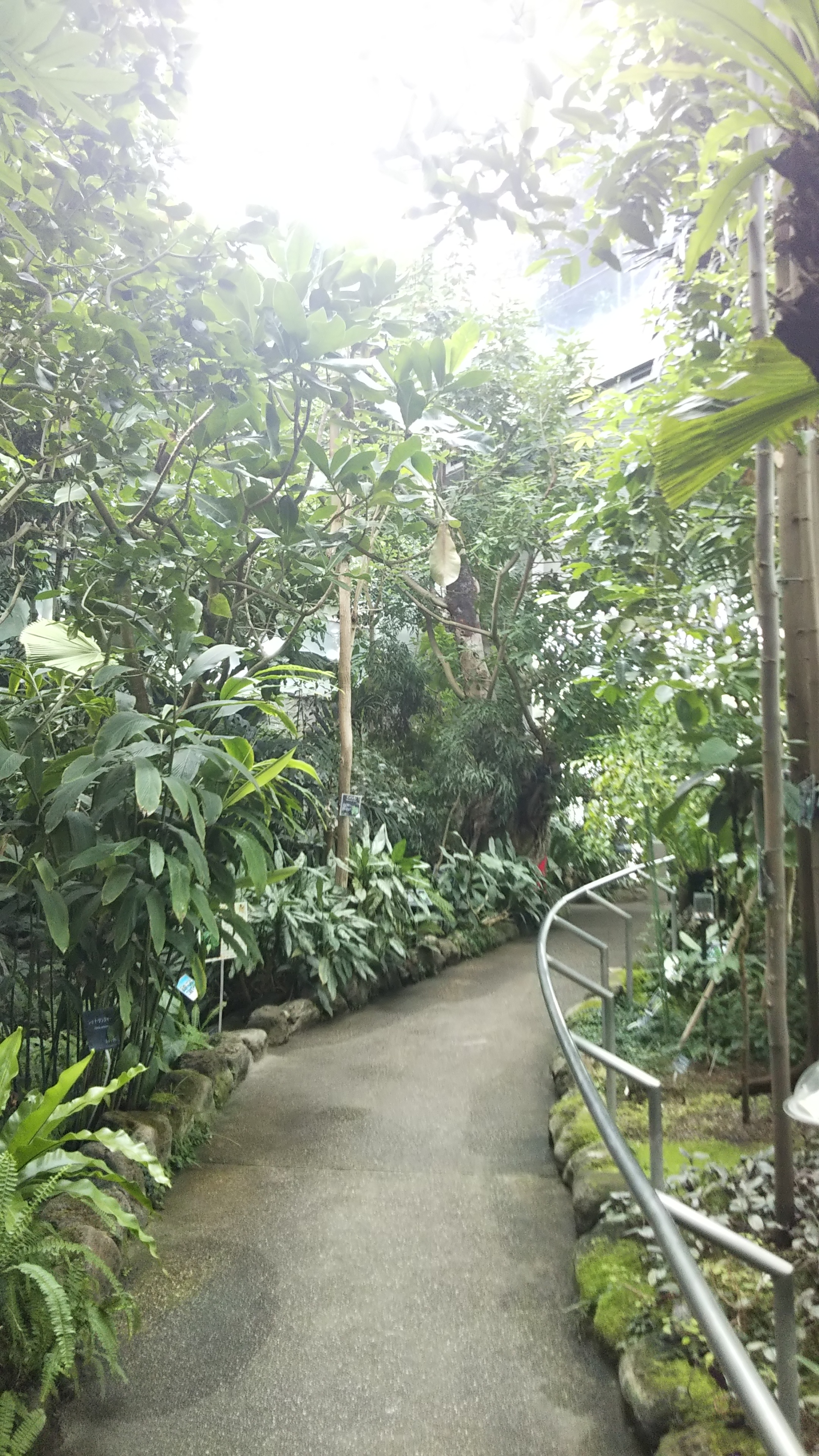
Tropenraum
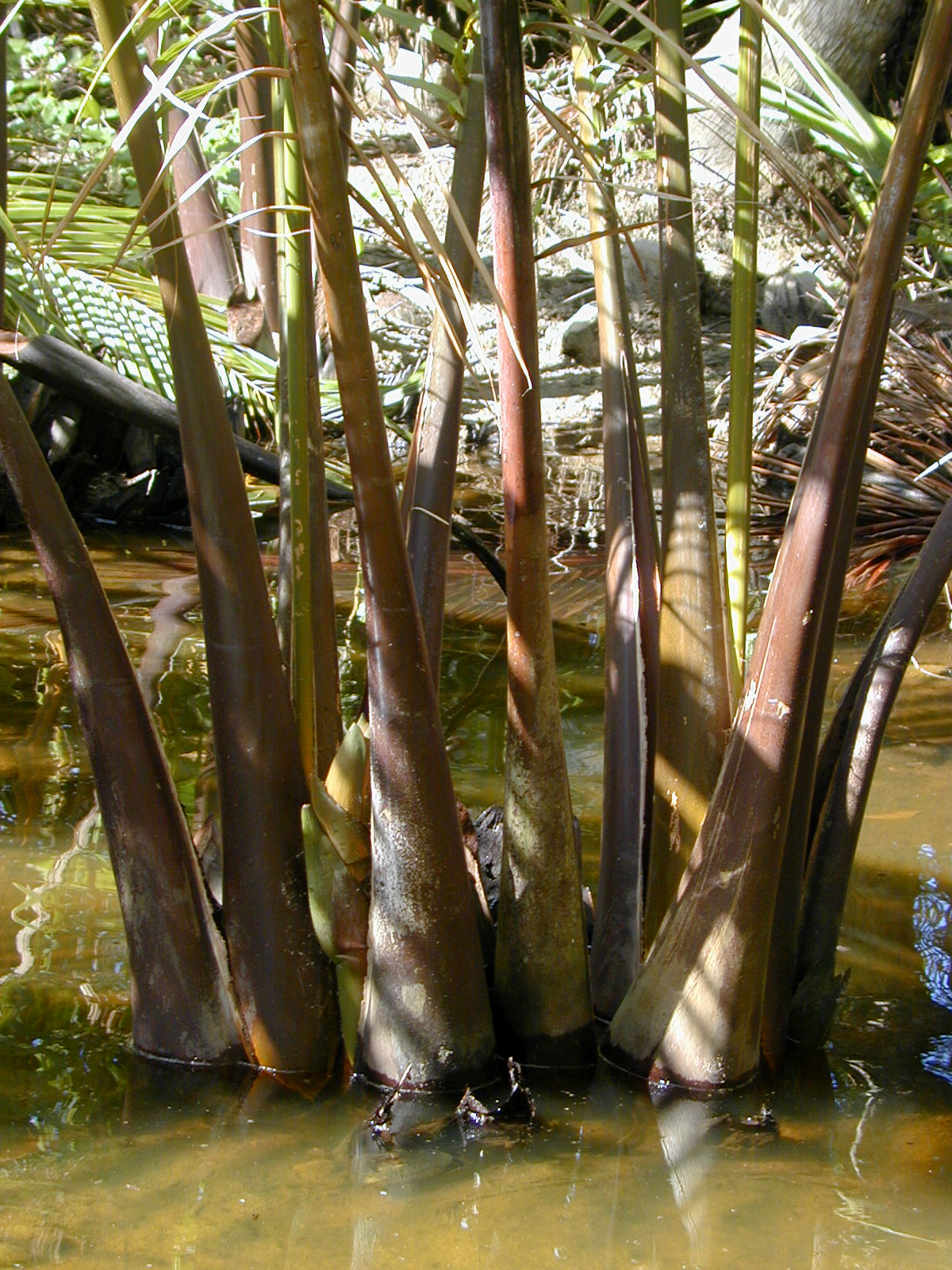
Nipapalmen
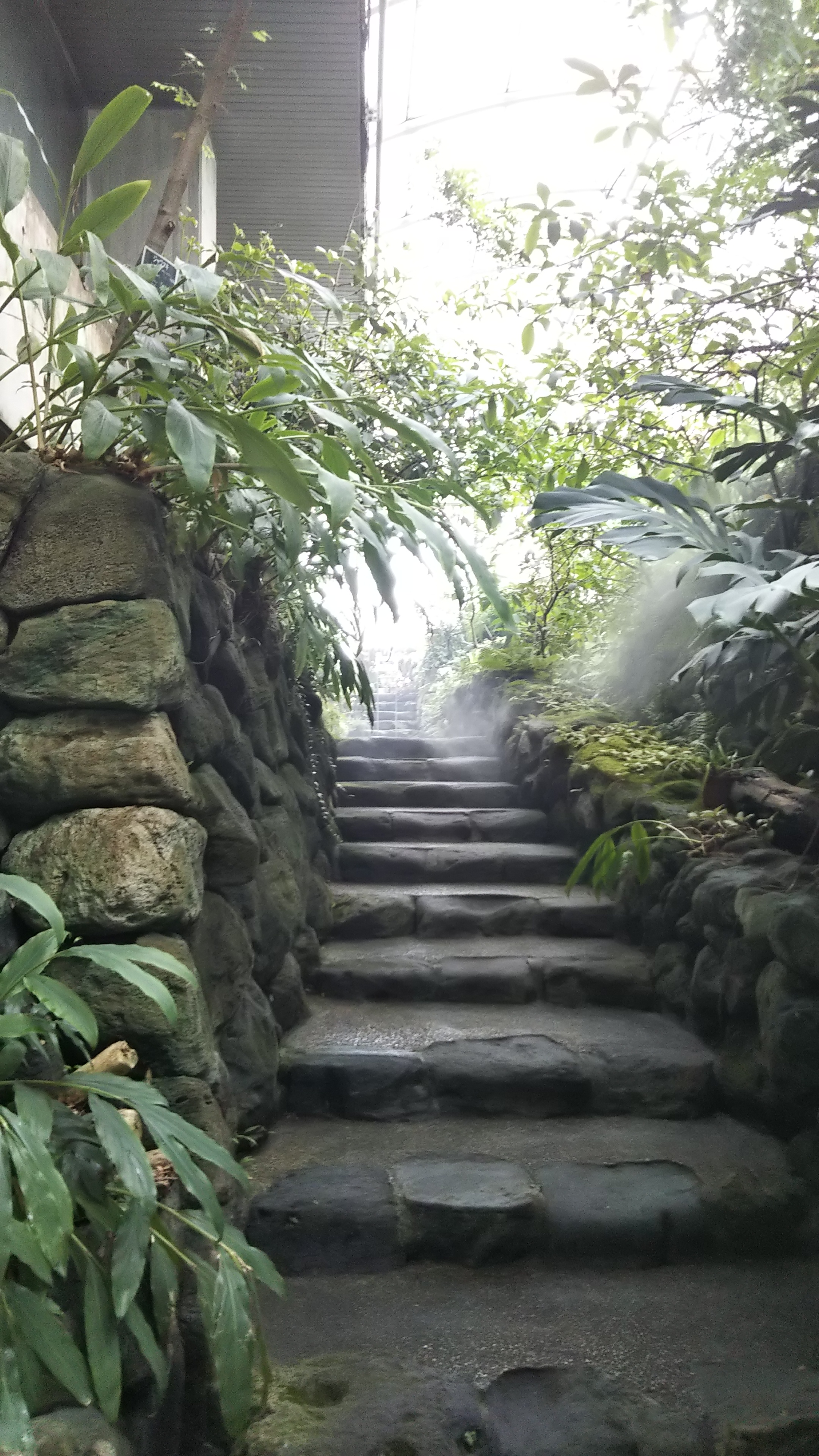
Nichttropen
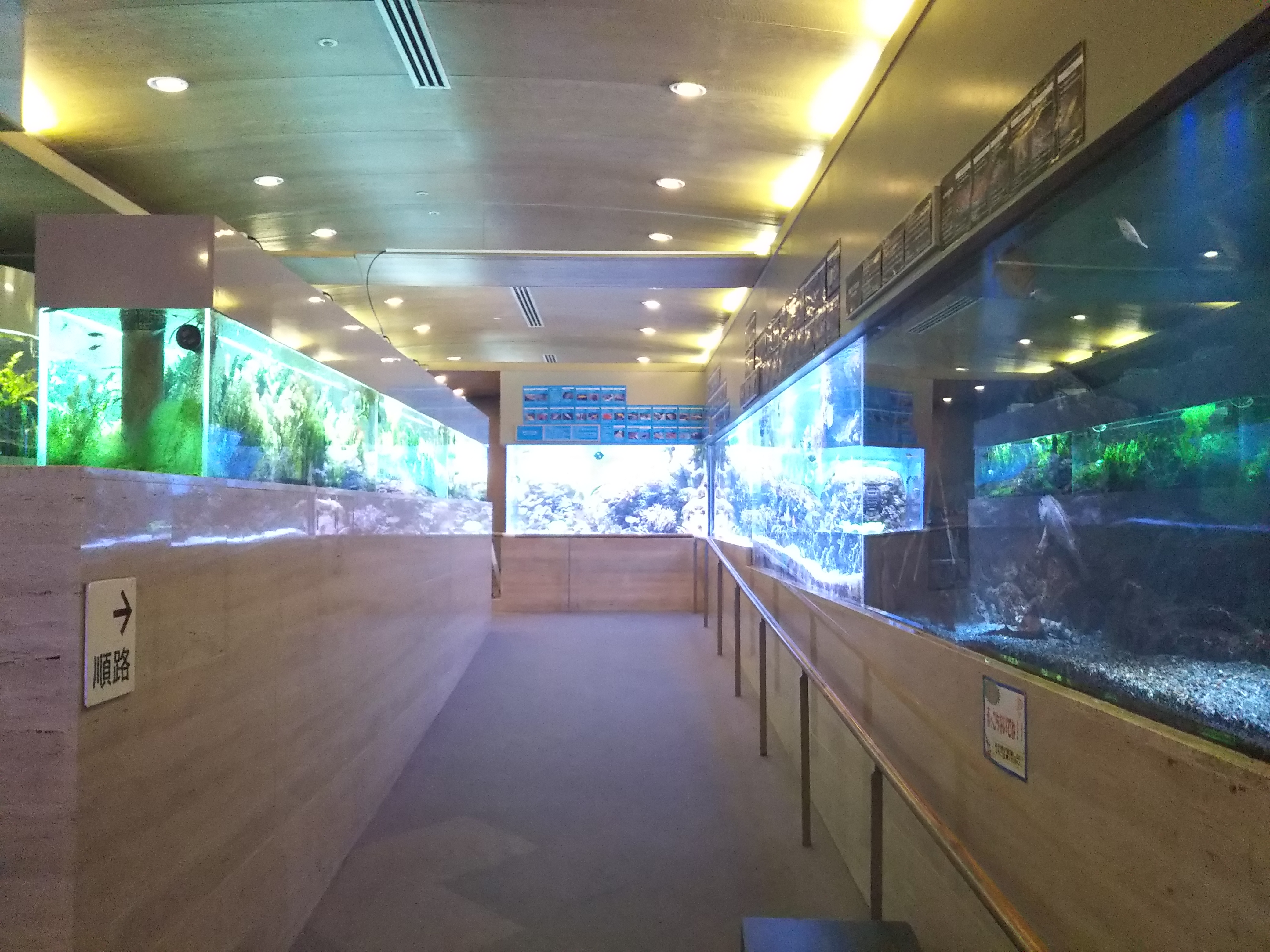
Aquarium